# Меджибізький замок
Меджибі́зький замок — пам'ятка фортифікаційної архітектури XVI століття. Стилістика пам'ятки змішана — від мурованого будівництва литовської доби до східноєвропейського ренесансу та псевдоготики XIX ст.. Розташований у селищі Меджибіж Хмельницької області, у верхів'ях Південного Бугу, при впаданні в нього річки Бужок, за 30 км на схід від міста Хмельницький і за 1,6 км на північ від автошляху М30.
Фортеця внесена до Державного реєстру національного культурного надбання України під № 764 0.

## Архітектурний ансамбль
Меджибізький замок побудований на мисі, утвореному річками Південний Буг та Бужок. Через таку топографію у плані він має форму видовженого трикутника з могутніми стінами і кутовими вежами, які значно виступають за лінію стін. Подвір'я замку має довжину 130 м, найбільшу ширину (з західного боку) — 85 м, його площа становить 0,75 га. Товщина мурів — до 4 м, висота у найвищих місцях — до 17 м.
Фортечні мури, завтовшки 1,8 м, мають прямокутні стрільниці, що суттєво відрізняються від давнішних. Їх перекривають кам'яні плити. Розміром стрільниці сягають 65х77 та 50х60 см (їхні попередники були розміром 33х28 см). Із зовнішнього боку їхня підстрільнична частина скошена. Такого типу архаїчних стрільниць залишилося в Україні небагато, бо з розвитком фортифікаційного мистецтва в другій половині XV століття структура стрільниць змінюється: вони мають ззовні, а часто і зсередини аркове перекриття. Ці архаїчні стрільниці містилися на мурах, які оточували кам'яниці XV століття. Одну з кам'яниць, схожу на триповерхову вежу, прибудовано із зовнішнього боку східного прясла (частини) фортечного муру, друга, яка слугувала за житло і була так само триповерхова, врізається в південне прясло. Поверхи як першої, так і другої кам'яниць були перекриті кам'яними склепіннями та складчастим дахом.

## Основні пам'ятки
Пам'ятками архітектури національного значення, які входять до складу Меджибізького замку і перебувають на державному обліку, є палацовий комплекс (охоронний № 764/1, об'єкт «Палац»), церква святого Миколая (охоронний № 764/2, об'єкт «Церква»), прясла мурів і вежі (охоронний № 764/3, об'єкт «Мури з баштою»).

### Церква святого Миколая (Замкова церква)
Замкова церква розташована посеред двору. У 1586/1591 (?) році реконструйована й освячена як католицька каплиця св. Станіслава. В плані — це прямокутна однонефна будова з вапняку і шатровим дахом з сиґнатуркою. Будівля перенесла ряд архітектурних змін, продиктованих як релігією, яка в ній сповідувалась, так і побажаннями власників.

### Лицарська Вежа
Вежа «пунтоне» з амбразурами розташована в північно-західній частині замку. Винесена за лінію стін замку для оборони центральних воріт цитаделі. У периметрі являє собою неправильний п'ятикутник, складений з гладкого вапняку. Вінчає чотири оборонних яруси шатровий реставрований дах з маленькою надбудовою і флюгером на вершечку. Артилерійські стрільниці на всіх ярусах мали із внутрішнього боку передстрільничі ніші з отворами для виведення диму від гарматних випалів. Товщина стін сягала 4-х метрів.

### Палацовий комплекс
Зведений у XVI ст. палац є складним комплексом житлових, оборонних і господарських споруд, надбудованих у стилістиці ренесансу над аналогічними спорудами часів Великого Князівства Литовського. Від литовського замку збереглися центральна вежа-донжон, барбакан (елемент пізньосередньовічної фортифікації, що захищав підступи до міської брами), частина південної вежі та західний мур (нижче рівня поверхні). Також до складу комплексу входять палац і флігель XVI—XIX ст., триярусний бастіон XVI ст. Архітектори невідомі, стилістика палацу та флігеля має аналоги серед ренесансних палацових споруд Південно-Східної Європи, зокрема Словаччини. В структурі будівель збереглися елементи попередніх будівельних етапів (до XVI ст.), часткова перебудова у XIX ст. привнесла елементи неоготики.

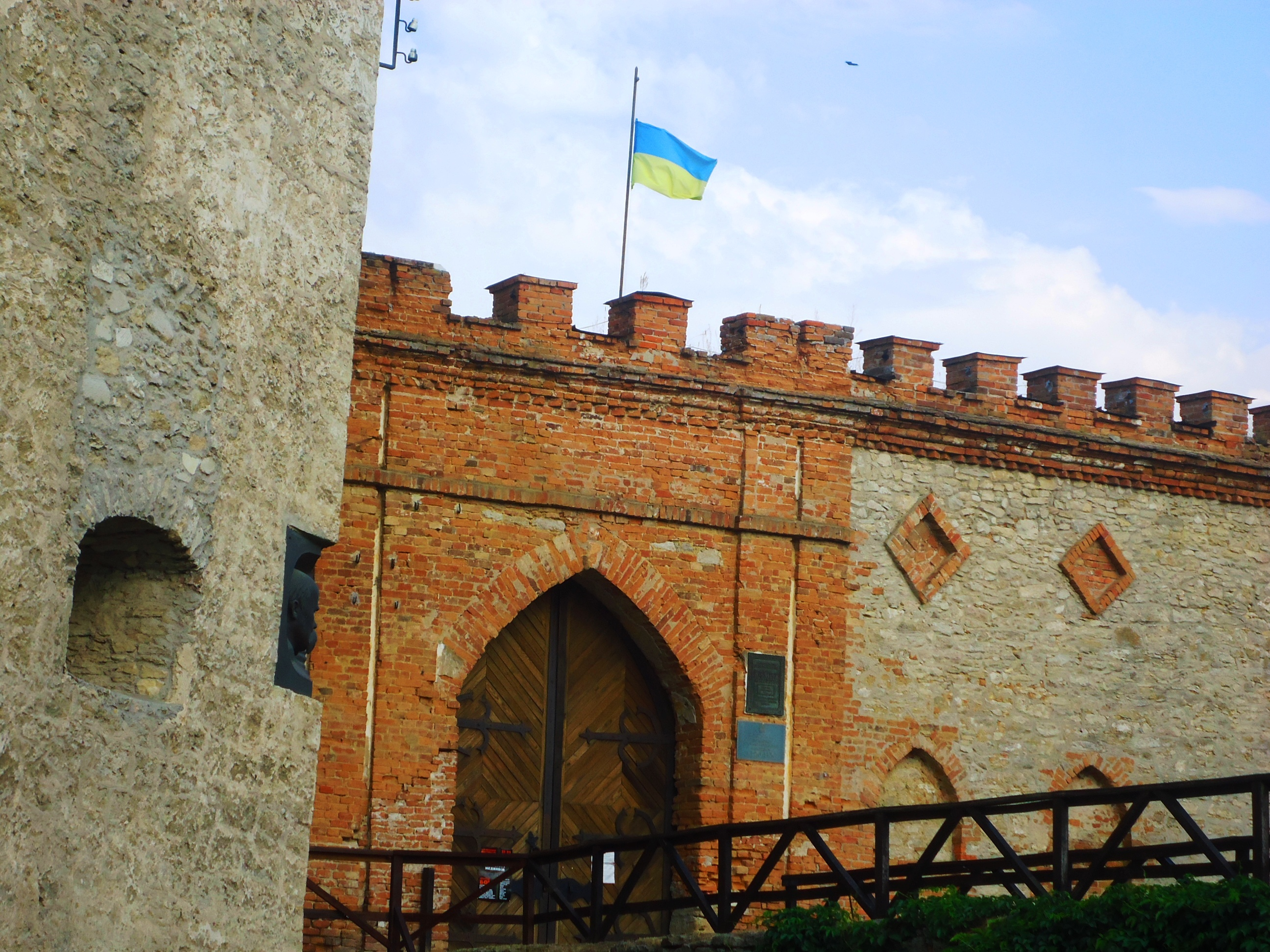
Центральний вхід у замок (серпень 2015)
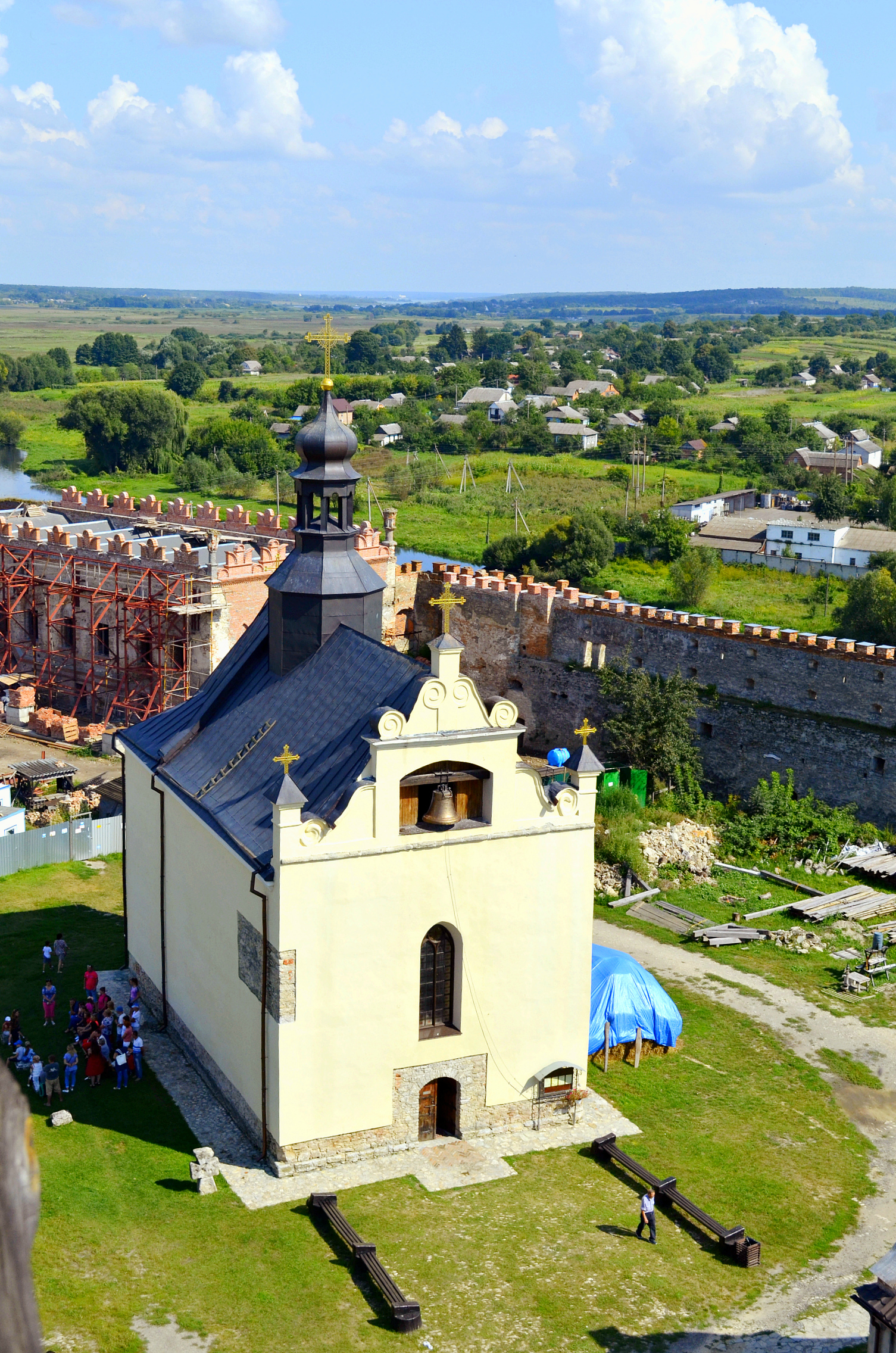
Замкова церква (червень 2019)
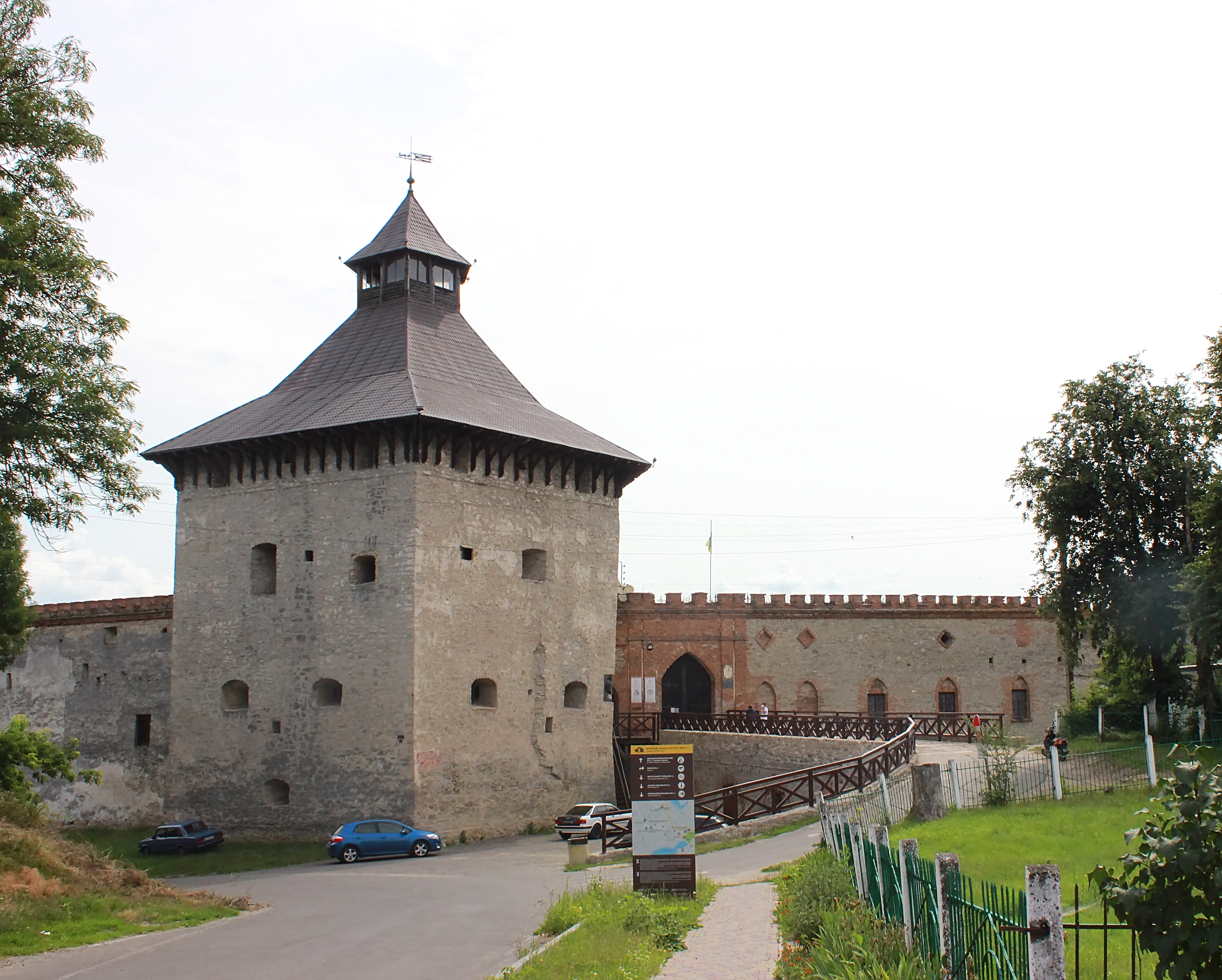
Лицарська вежа (липень 2020)
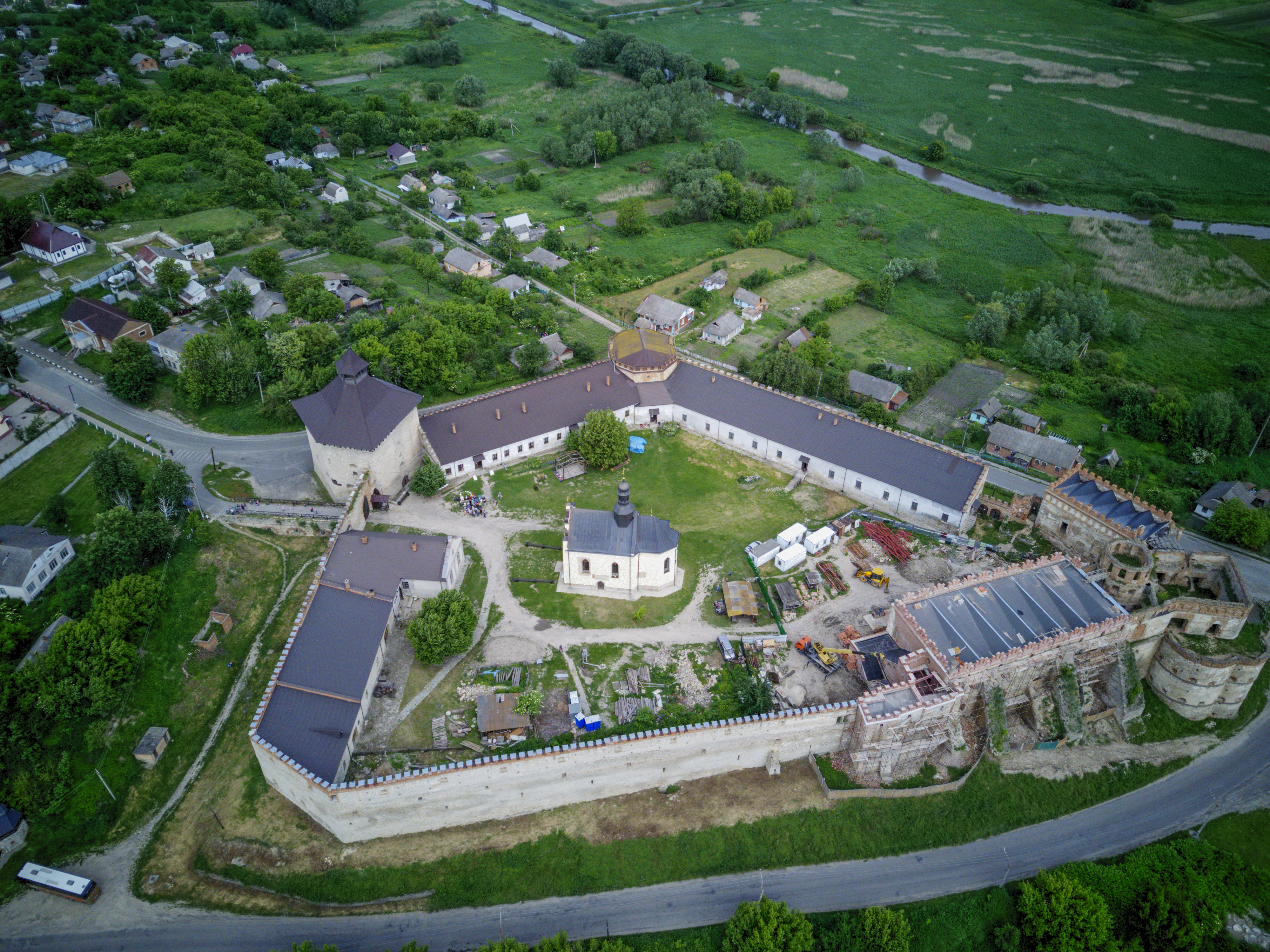
Вигляд комплексу (травень 2019)

## Історія становлення

### Давньоруський період

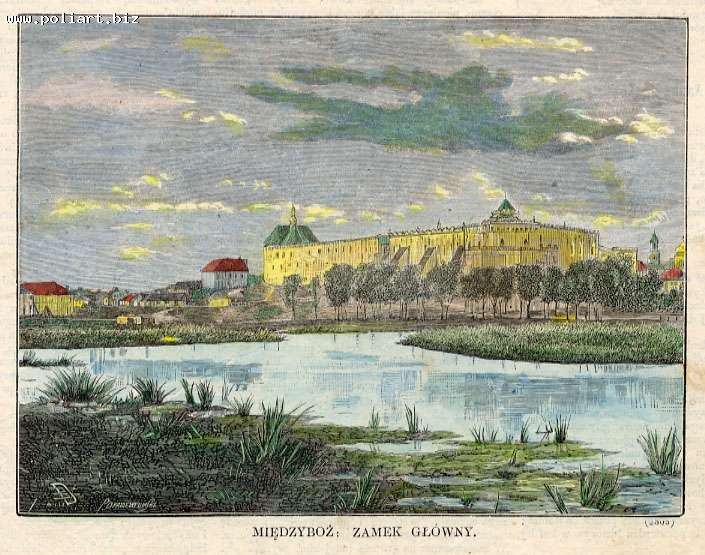
Петро Диаментовський. Меджибізький замок (між 1871 та 1878)

Незважаючи на спроби у минулому археологів ототожнювати Меджибозьке городище з містами Болохівської землі, на сьогоднішній день за археологічними дослідженнями встановлений час найдавнішого його існування — 1080-ті роки. Перша літописна згадка Меджибожа (тоді — Межибожжя)
зустрічається в Іпатівському Літописі під 1146 р. До цього періоду, вочевидь, відноситься і зведення його дерев'яно-земляних укріплень.
Дерев'яна фортеця — дитинець «града» Межибожжя знаходилась в східній частині сучасного замку та займала приблизно ¼ його території. Укріплення були дерев'яними, складені в зруб, який на нижньому рівні зміцнювався камінням. Від західної частини мису дитинець відділявся ровом, глибиною до 6 метрів від сучасної денної поверхні. Можливо, в західному напрямку було ще кілька валів та ровів, фрагменти яких зафіксовано під час розкопок в 1999 та 2017—2018 рр. Ще однією з перешкод в цьому напрямку міг бути і сучасний західний оборонний сухий рів Меджибізького замку. На решті території замчища знаходилось укріплене передграддя.
Історія Межибожжя як болохівського міста закінчується у 1255 р., коли воєвода Данила Романовича Діонісій Павлович завойовує Меджибіж:
|  | Після крем’янецької ж війни [хана] Куремси Данило здійняв війну проти татар. Порадившися з братом [Васильком] і з сином [Львом], послав він [воєводу] Діонісія Павловича [і] взяв [город] Межибоже. А потім Данилові таки люди і Василькові пустошили Болохів, а Львові — Побожжя і людей татарських. |

Після цього над Межибожем встановлюється юрисдикція Руського королівства і у наступні майже сто років він поділяє долю останнього. На більшості городищ життя більше не відновилось. Подібна доля спіткала і град Межибоже, що засвідчують матеріали археологічних досліджень: під час археологічних розкопок у 2000—2002 рр. на території замку (в тому місці, де розташовувався давньоруський дитинець) було виявлено згорілі конструкції оборонних клітей дитинця, рів та скелети людей, котрі загинули в цей час.
Достеменної інформації, чи відродилось життя в Меджибожі в цей період, немає. Наявні археологічні джерела свідчать, що укріплення городища не відновлювались.

### За Коріятовичів
Після перемоги литовського князя Ольгерда на Синіх Водах в 1362 році, литовці відвоювали Поділля у татар, і Ольгерд передає край своїм племінникам — братам Коріатовичам. У цей період відбудовується Меджибізький замок — вже мурований. Первісне ядро увійшло в ансамбль як дитинець, де були ще й житлові та господарчі будівлі, очевидно, дерев'яні.
Над місцем з'єднання Бужка і Бугу з'явилася вежа з брамою, від якої фортечні мури розходилися на північ і захід. Західне прясло, перед яким було викопано глибокий рів, поділяло подвір'я фортеці навпіл. На рогах фортечних мурів стояли круглі вежі, одна з них збереглася дотепер у перебудованому вигляді.
Підступи до брами захищав прямокутний барбакан, розміром у плані 10х8 метрів і 10 метрів заввишки. Його в'їзна брама мала герсу (пристрій для підняття й опускання воріт) ворітниці, про що свідчать щілини завширшки 28 см у кладці одвірків. Якщо б ворог прорвався через першу перешкоду — герсу, внутрішній простір передукріплення боронили б з навколишніх дерев'яних галерей.
На перехресті Кучманського та Чорного шляхів Меджибізька фортеця стала форпостом захисту навколишніх земель, часто руйнувалася та відбудовувалася. Так, на зламі XV—XVI століть знову укріплюють північний бік замку, який виходив на дорогу. З'являються дві потужні вежі — п'ятикутна (Лицарська) та північно-східна кругла (Офіцерська) з мурами чотириметрової товщини і бійницями.
Інтенсивність татарських нападів на початку і в середині XVI ст. була вкрай високою. Так, у 1516 році татари пішли на Поділля і взяли Меджибізький замок в облогу. Проте будівництво нових укріплень зіграло свою роль — кам'янецький староста Станіслав Лянцкоронський у двох сутичках розбив нападників.

### У власностіСенявських

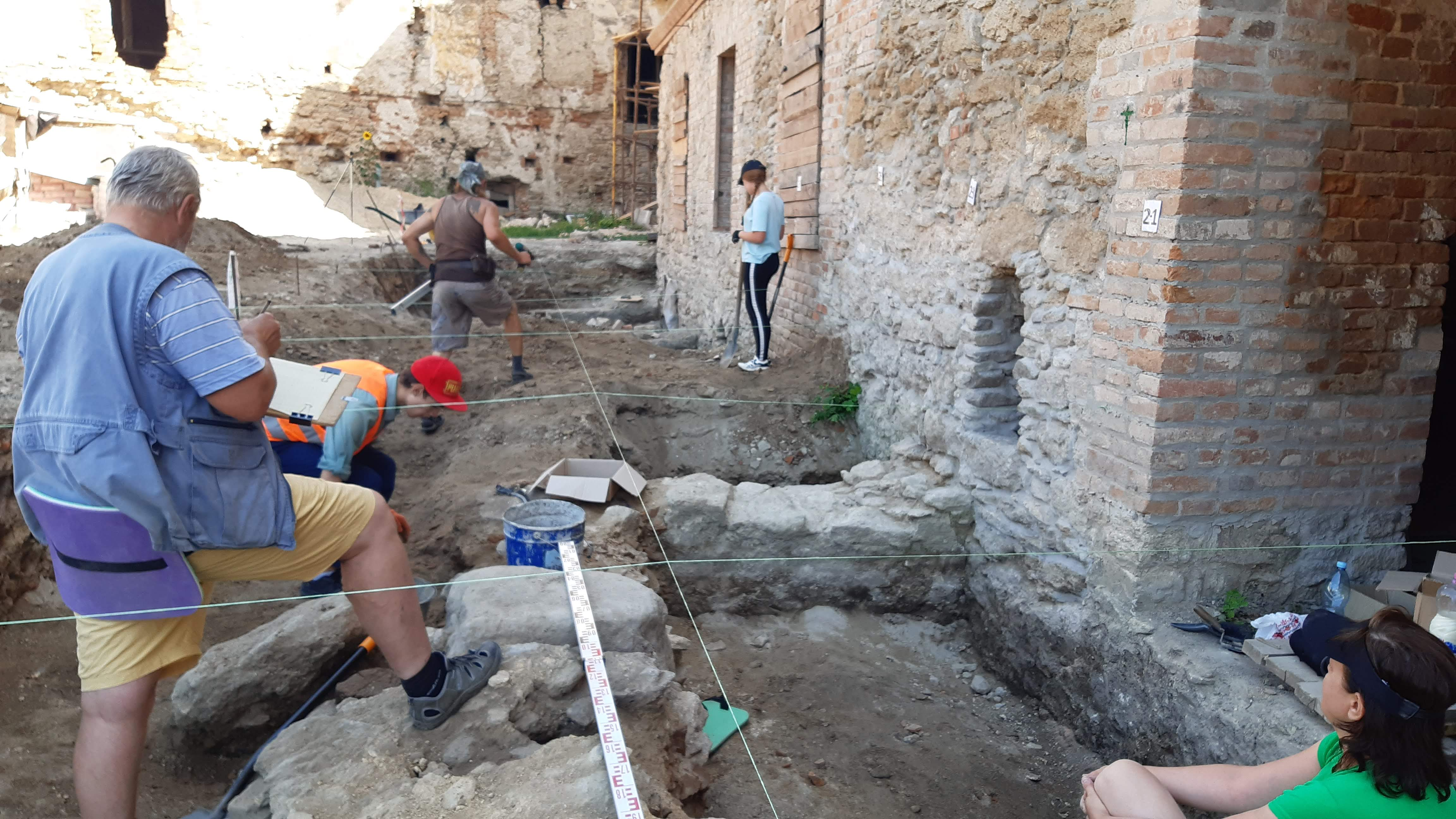
Археологічні дослідження фундаменту аркадної галереї, яку палац Сенявських мав у період Ренесансу (серпень 2020 року)

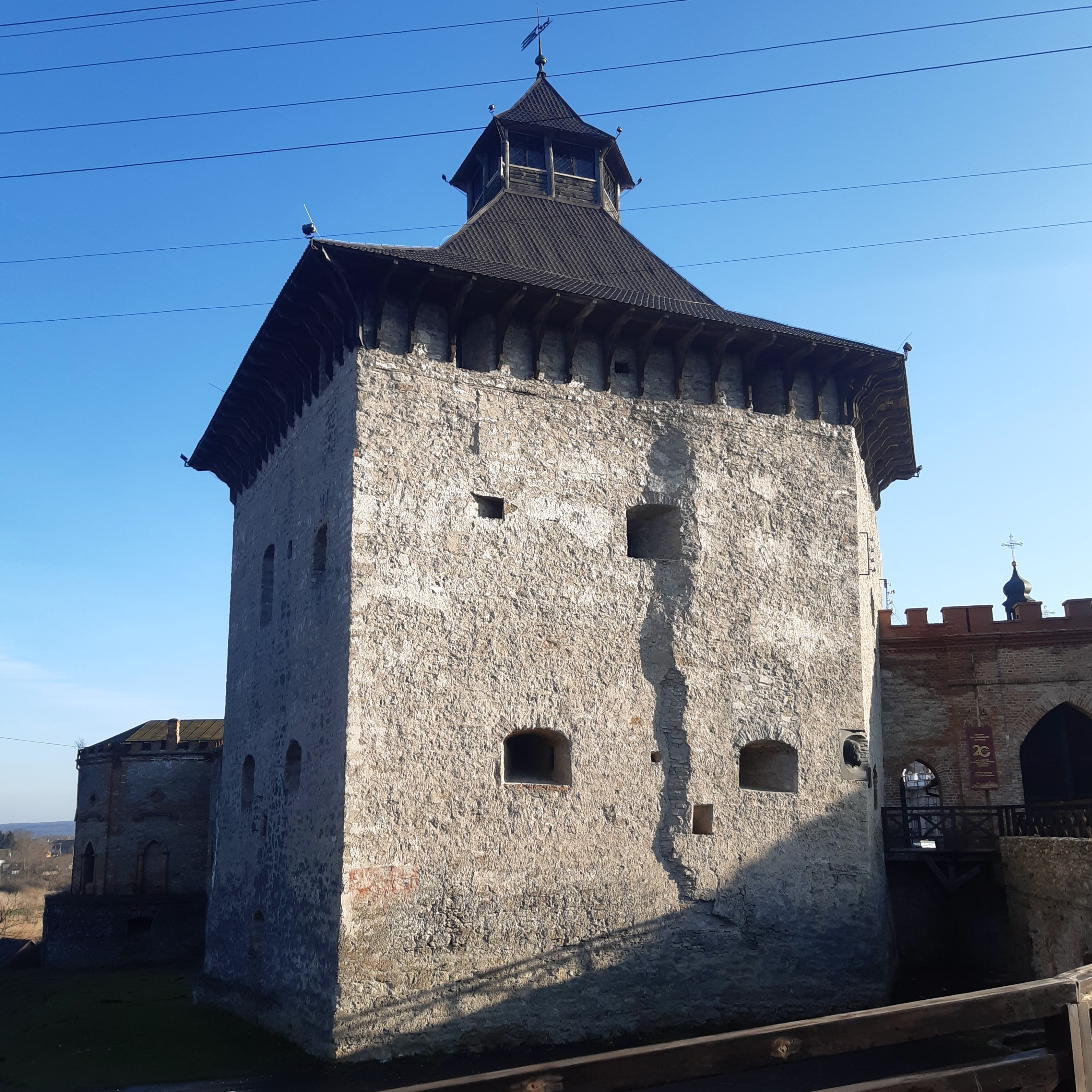
«Лицарська» башта Меджибізького замку з чітко видимим розломом, який імовірно викликано спробою підриву у 1686 р.

У 1540 році володар фортеці — гетьман Миколай Сенявський — капітально реконструює замок з палацом. Для реконструкції замку він уклав контракт з тернопільським архітектором Яном Бонком (пол. Jan Bąk), якому доручалися закінчення мурів, прибудова бастіону та інші роботи. З тих часів збереглися білокам'яні портали та віконниці. Також була створена нова система укріплень, яка збереглася до XXI століття. До в'їзної брами прибудовується великий п'ятипелюстковий за планом бастіон. Барбакан нарощено великою прямокутною зі скошеними кутами вежею, що підіймається над бастіоном. А найвищою спорудою замку була надбрамна кругла вежа, до якої добудували четвертий та п'ятий яруси.
Ще один житловий поверх з'являється на східній стороні форпосту. Про те, що це саме житлові приміщення, свідчили й широкі вікна та комини в кімнатах. Що цікаво: в коминах поряд з нішею для спалювання дров була ще одна — для їхнього сушіння.
В'їзна брама була перенесена (щоб не заважати бастіону) з південно-східного кутка фортеці на західний бік муру, за 5 м від п'ятикутної вежі. Там вона міститься і тепер.
В XVI столітті також з'явилася у південній куртині високо піднята над землею брама, призначена для приймання вантажів, які доправлялися в замок річками, на човнах. Однак спеціальний пристрій, яким вантажі підіймалися, не зберігся. Ця брама замурована.

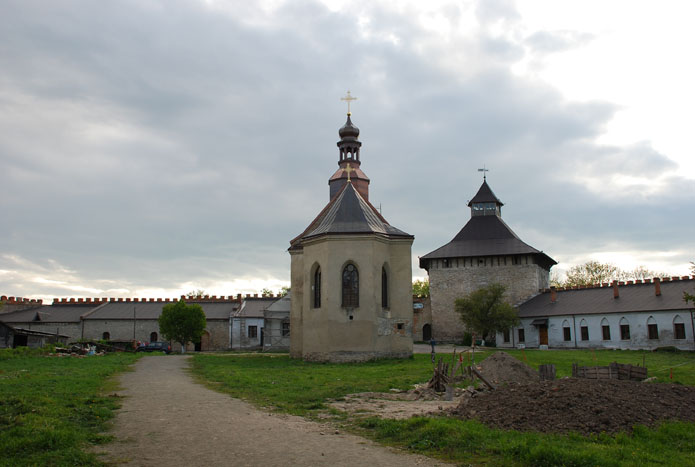
Внутрішнє подвір'я (травень 2008 року)

На новому рівні подвір'я пізніше знову будують кордегардії (на місці давніх), стайні. Зведені в XVII столітті стайні (згодом їх назвали Каретним корпусом) мають цікаву структуру: вони перекриті зімкненими склепіннями, що спираються на стіни й стовпи в центрі видовженого приміщення (реставровано в 1978 році).
Наприкінці XVII століття ззовні фортеці зводять могутні кам'яні контрфорси, що сягають третього поверху палацу. До цього спонукали тріщини від розпору склепінь та тиску забутування на стіни. Для захисту фортечних мурів і палацу від гарматних ядер ззовні під ними створюють так звані талуси — земляні насипи заввишки 4—5 метрів.
Подвір'я фортеці стало просторим, усі будівлі довкола нього утворили один ансамбль. Оскільки фортеця стоїть на пагорбі, то в горішній його частині рівень денної поверхні подвір'я підвищився на 3 метри, а в долішній — на 11 метрів. Відповідно, брама біля п'ятикутної вежі піднялася на новий рівень, перед нею постав міст через рів, викопаний ще в XV столітті.
В 1672 році під час польсько-турецької війни за умовами Бучацького перемир'я Поділля включно з Меджибожем переходить під владу Османської імперії. На межі 1672 та 1673 років польський гарнізон залишає Меджибізький замок і передає його турецькому гарнізону. Однак, 17 жовтня 1673 року, тобто рівно за рік після укладення Бучацького перемир'я, власник Меджибожа коронний хорунжий Миколай Єронім Сенявський, йдучи з військом під Хотин, захоплює своє дідичне місто. Перед загрозою штурму замку турецький гарнізон здається і виходить миром. Відтоді аж до 1678 року місто і волость знаходяться в руках Миколая Єроніма Сенявського, а в замку перебуває польський гарнізон. Миколай Єронім Сенявський як дідичний власник Меджибожа ігнорує неодноразові вимоги віддати Меджибіж під османську владу. Лише у квітні 1678 він погоджується вступитися, якщо отримає грошову компенсацію від польського короля. Однак виходять поляки з Меджибізького замку лише у вересні 1678 року.
Чисельність турецького гарнізону, який увійшов до Меджибізького замку, становила 100 чоловік. Навесні 1686 року в очікуванні великого польського наступу і маючи труднощі з забезпеченням та утриманням замку, турки приймають рішення евакуюватись з Меджибізького замку, а після того здійснюють спробу висадити його у повітря — втім, невдало. До замку повертається польська залога.
Після офіційного повернення Поділля у 1699 році під владу Польської корони Адам Миколай Сенявський узявся за ремонтні та модернізаційні роботи на території Меджибізького замку і міста, доручивши їх Жану Батисту Дессьє. Модернізація полягала у ремонті замкових мурів, бастіонних фортифікацій, а також дерев'яного палісаду навколо міста. В замку відремонтовано криницю, а також розпочато будівництво дерев'яного мосту, що веде з міста до замку, якого у 1702 р. вибудовано 150 ліктів. У 1708-1713 роках проведено роботи із замковими парапетами, підйомним мостом, з мурування бійниць, оббивання башт, встановлення нового паркану. Побудовано нову кордегардію та виконано ремонтні роботи у замковій каплиці. Ремонт стосувався також покоїв, тобто палацу — при них, зокрема, побудовано дерев'яні кружґанки (галереї) замість попередніх мурованих.

### У володінні Чорторийських
У 1730 році, після смерті останнього з роду Сенявських по чоловічій лінії — Адама-Миколая, Меджибіж разом із замком перейшов у володіння князя Августа-Олександра Чорторийського, чоловіка Софії Сенявської — сестри померлого князя.
Впродовж наступного століття замком та Меджибізьким ключем маєтків володіли три покоління родини Чорторийських. У цей час замок використовувався переважно для господарських потреб панської економії та, періодично, для розквартирування війська. Суттєвих перебудов у цей період у Меджибізькому замку не відбувалося, до XXI століття він зберігся майже повністю у тогочасному вигляді. Для потреб оборони у той період слугували артилерійські позиції на так званих «терепетах» (цю частину замку називають «Бастіоном»), на верхньому ярусі «Великої вежі» («Лицарська») і на белюарді проти в'їзної брами. Уздовж верхньої частини мурів зберігалися бойові галереї (так звані «паркани»). У підвальній частині «круглої» вежі, яку ще називають «Офіцерською», був цейхгауз з мурованою криницею посередині, глибиною 14 польських сажнів (близько 25 метрів). На вищих поверхах обох веж були влаштовані засіки для зберігання зерна.
Від 23 лютого 1734 року до 27 листопада 1735 року в Меджибожі та його околицях дислокувалися російські військові з'єднання з метою підтримки Августа III у боротьбі з Станіславом Лещинським за польську корону по смерті Августа II. В Меджибізькому замку весь цей час було розташовано їхнє командування, замку та околицям було нанесено численні шкоди.
У 1759 році замість дерев'яного мосту, який вів до замкової брами, побудовано мурований на десяти опорах, який зберігся до XXI століття. Як і попередній міст, він мав «звід на ланцюгах», тобто підйомну секцію перед самими воротами.
Чорторийські перебували у своєму Меджибізькому замку лише проїздом або епізодично. У 1784 році Адам Казимир Чорторийський отримав уряд Генерального старости Подільського і на нетривалий час переїхав до Меджибожа з великим двором.

### Під владою Російської імперії

Меморіальна дошка на стіні замкової вежі на честь Тараса Шевченка, який проїздив через Меджибіж у 1846 році (серпень 2009 року)

Князь Адам Єжи Чорторийський в 1819 році відкрив в Меджибожі повітову школу, яку розмістив в приміщеннях замку. Для влаштування школи у замку було здійснено перебудови. Зокрема, для її потреб перебудовано «будинок коменданта» (Західний адміністративний корпус), конвікти для проживання 250 учнів (станом на 2023 — Північно-західний та Північно-східний пристінні корпуси, в яких розташовані музейні експозиції), «Офіцерську» вежу, в якій був актовий зал. Одним з викладачів школи з 1819 по 1826 рік був Войцех Зборжевський — натураліст і палеонтолог, яким відкрито кілька викопних видів молюсків (у тому числі в околицях Меджибожа). Серед учнів Меджибізької школи були Леонард Совінський, майбутній публіцист, перекладач творів Тараса Шевченка на польську мову, і Генрик Яблонський, у майбутньому польський поет і французький дипломат.
У 1831 році за те, що Август Чорторийський брав участь у Польському повстанні, Меджибіж, як і інші маєтки, був у нього конфіскований. Заснована князем повітова школа продовжувала діяльність до кінця навчального 1841 року, а далі була переведена до Чорного Острова. Порожній «через старість будівель» замок до 1844 року перебував у власності Міністерства Народної Освіти, а далі був переданий військовому відомству за символічну платню у 5 рублів сріблом: будівлі, що розміщувалися у містечку Меджибіж, було передбачено «…згідно височайшої волі пристосувати для полкового штабу, і внаслідок цього складається проект, після виготовлення якого подано буде на височайший розгляд як про затвердження цього проекту, так і про сплату 5 руб. сріб[лом] за уступку будівель військовому відомству». Після передачі військовому відомству замкові споруди перебудовано в поширеному в той час романтичному стилі, а їхнє архітектурне оздоблення дістало псевдоготичні форми. Фортечні мури увінчали декоративними зубчастими парапетами. Стіни всіх будівель і фортечні мури покрили вапняним тиньком білого кольору. Замковий костел за клопотанням від 1840 року училищного наглядача та мешканців Меджибожа, які зобов'язувалися взяти на себе подальше утримання, був переосвячений на православну церкву.
4 жовтня 1846 року, під час археографічної експедиції, через Меджибіж проїздив визначний український поет, художник і мислитель Тарас Шевченко. Про це свідчить спеціально встановлена меморіальна дошка на стіні Лицарської вежі.

### Початок XX століття

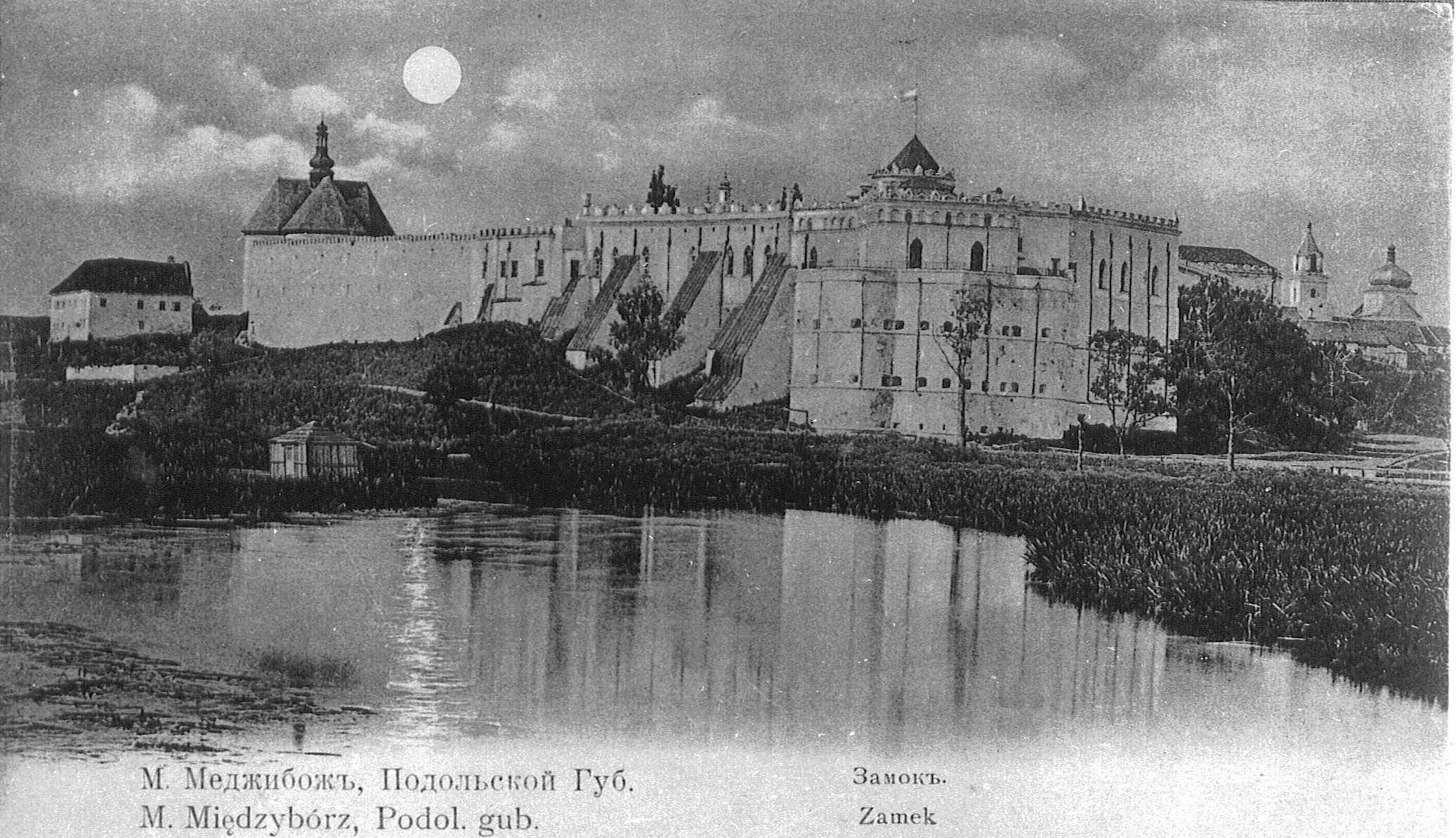
Меджибіж на листівці 1900 року

З початком Української революції 1917 року командування Південно-Західним фронтом ініціювало українізацію частини колишньої російської імператорської армії, що опинилася на той момент на Волині і Поділлі. 18 липня того ж року наказ про українізацію отримав командувач 34-го корпусу, що складався з двох піхотних дивізій, генерал Павло Скоропадський. Незабаром війська перекинули в тил, у район Меджибожа, де і відбулася реорганізація. Скоропадський зі штабом розташувався в замку, частини — в самому Меджибожі і в таборі поблизу містечка. Через два місяці корпус закінчив реорганізацію і став «Першим Українським Корпусом».

### Радянська доба
За радянських часів до початку 1930-х років в замку квартирували різноманітні військові підрозділи. Пізніше у ньому розмістили маслозавод, і це завдало пам'ятці великої шкоди. Потім будівлі пережили випробування Другої світової війни. Але найбільших втрат замок зазнав через місцеву владу, яка дозволила місцевим мешканцям розбирати фортецю на будівельний матеріал для зведення сільради, окремих садиб тощо. Поволі комплекс обертався на руїну. Олександр Довженко згадував, що під час відвідин Меджибожа став свідком занедбання пам'ятки:
|                                                  | Їдучи в Кам'янець-Подільський, я завітав в місто Меджибіж, засноване в XII столітті. Я поїхав подивитися на замок, збудований в XIV столітті. Це грандіозна споруда. Богдан Хмельницький брав його кілька разів. Подвір'я цього замку являє вікове кладовище... У більшості міст існує якась дивна "традиція" - байдужість до старих історичних споруд. |
| — Олександр Довженко, "Про документальний фільм" | |

Таким замок постав і перед фахівцями інституту «Укрпроектреставрація» в 1967 році, коли вони почали досліджувати тамтешні пам'ятки, щоб виготовити проектну документацію на їхню реставрацію. У наступні десятиліття вживалися антиаварійні заходи на небезпечних ділянках, були зміцнені фортечні мури. Досліджено й частково реставровано церкву, п'ятикутну вежу, східний, каретний, адміністративний корпуси. Дослідницькі та реставраційні роботи у фортеці тривають і станом на 2023 рік.

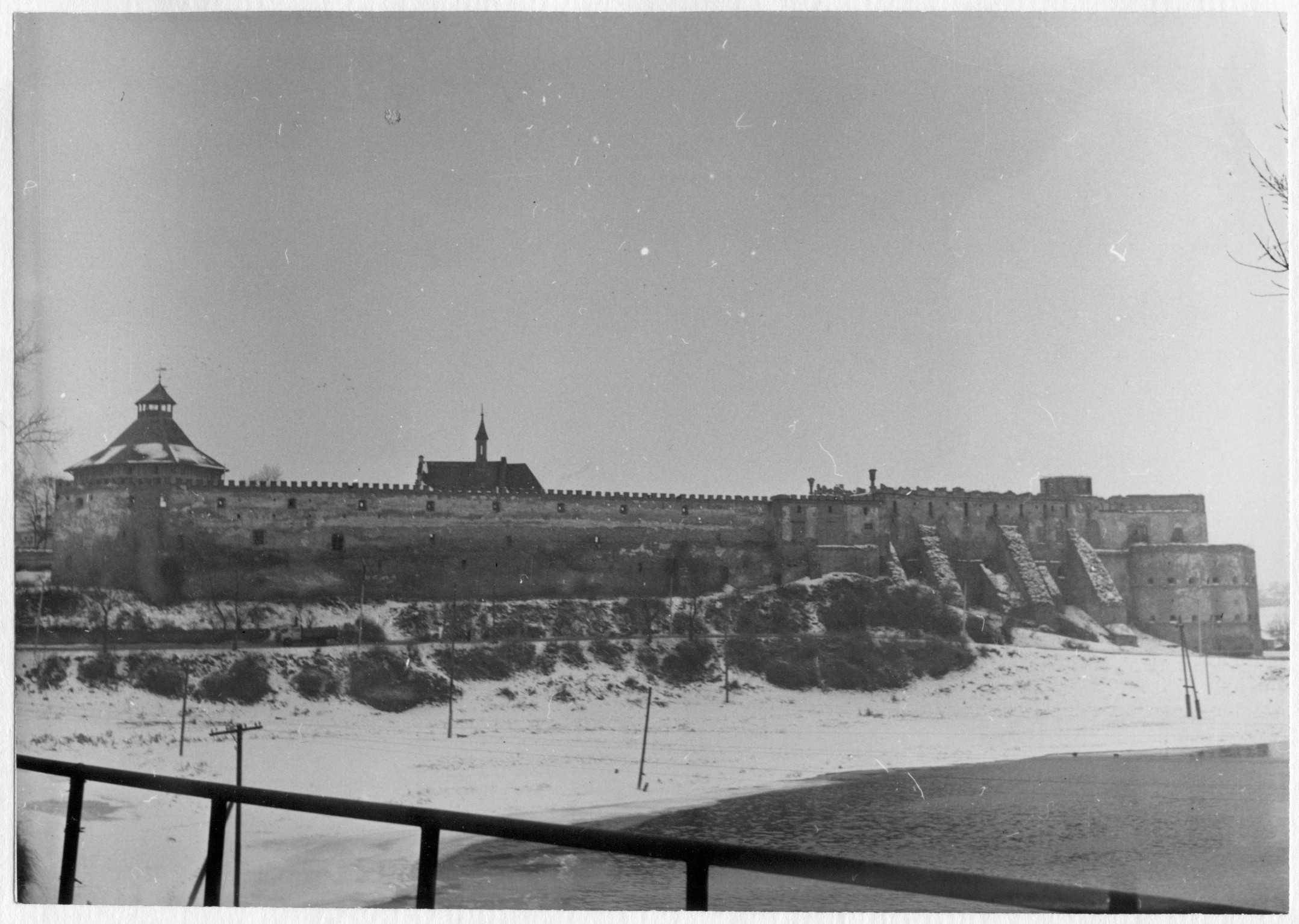
Меджибізький замок (1985 рік)
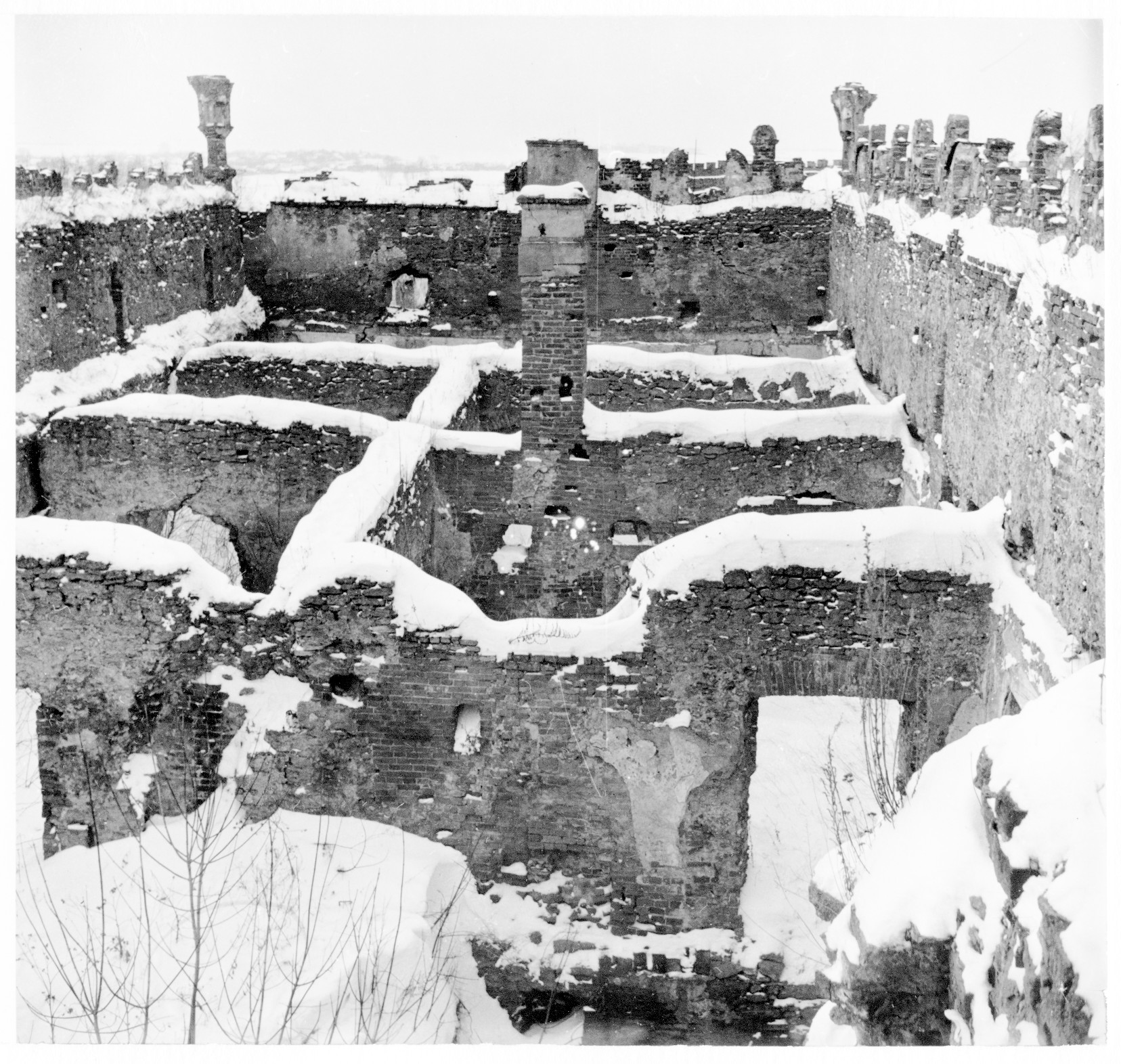
Палац у Меджибізькому замку (стан у 1985 році)

### Сучасна історія (з 1991 року)

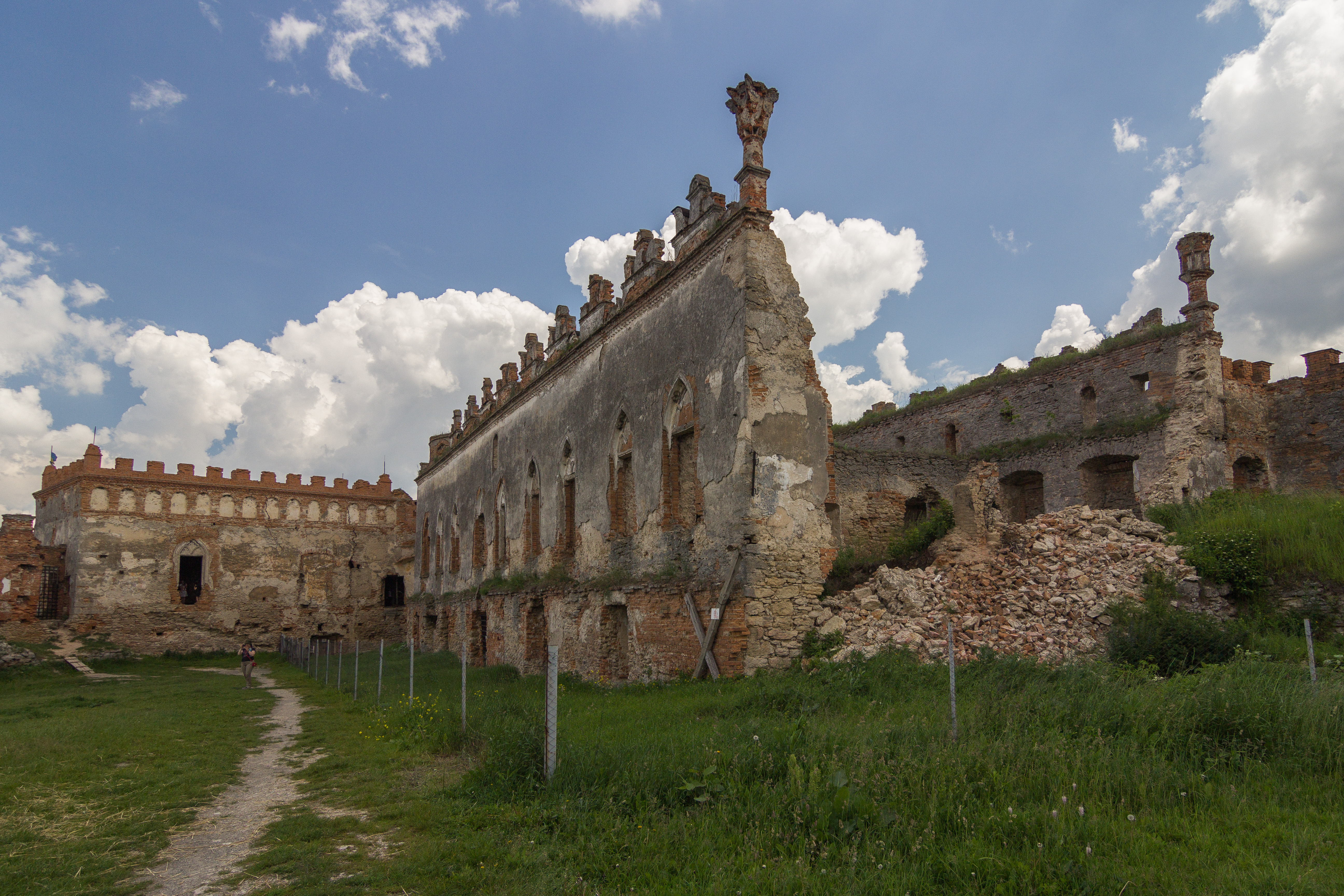
Стан палацового комплексу (2016 рік)

У 2001 році замок отримав статус Державного історико-культурного заповідника.
У пристінних корпусах замку розташовані музейні експозиції: історична, етнографічна, Музей пам'яті жертв Голодомору 1932—1933 рр. на Поділлі, а також виставкові зали.
З 2004 по 2015 рр. (окрім 2014 р.) в замку проходив Всеукраїнський історичний фестиваль «Стародавній Меджибіж», з 2019 року проводиться фестиваль середньовічної культури «Епоха героїв». У фестивальні дні замок переповнений туристами, лицарями, лучниками, принцесами та міфічними героями. Реконструктори історичних подій з усієї України приїздять сюди, щоб взяти участь у боях, стрілецьких турнірах, конкурсах костюмів та менестрелей (середньовічних співців і музикантів).
За відсутності державного фінансування реставраційних робіт 23 грудня 2014 p. стався обвал західної стіни головного корпусу палацового комплексу.

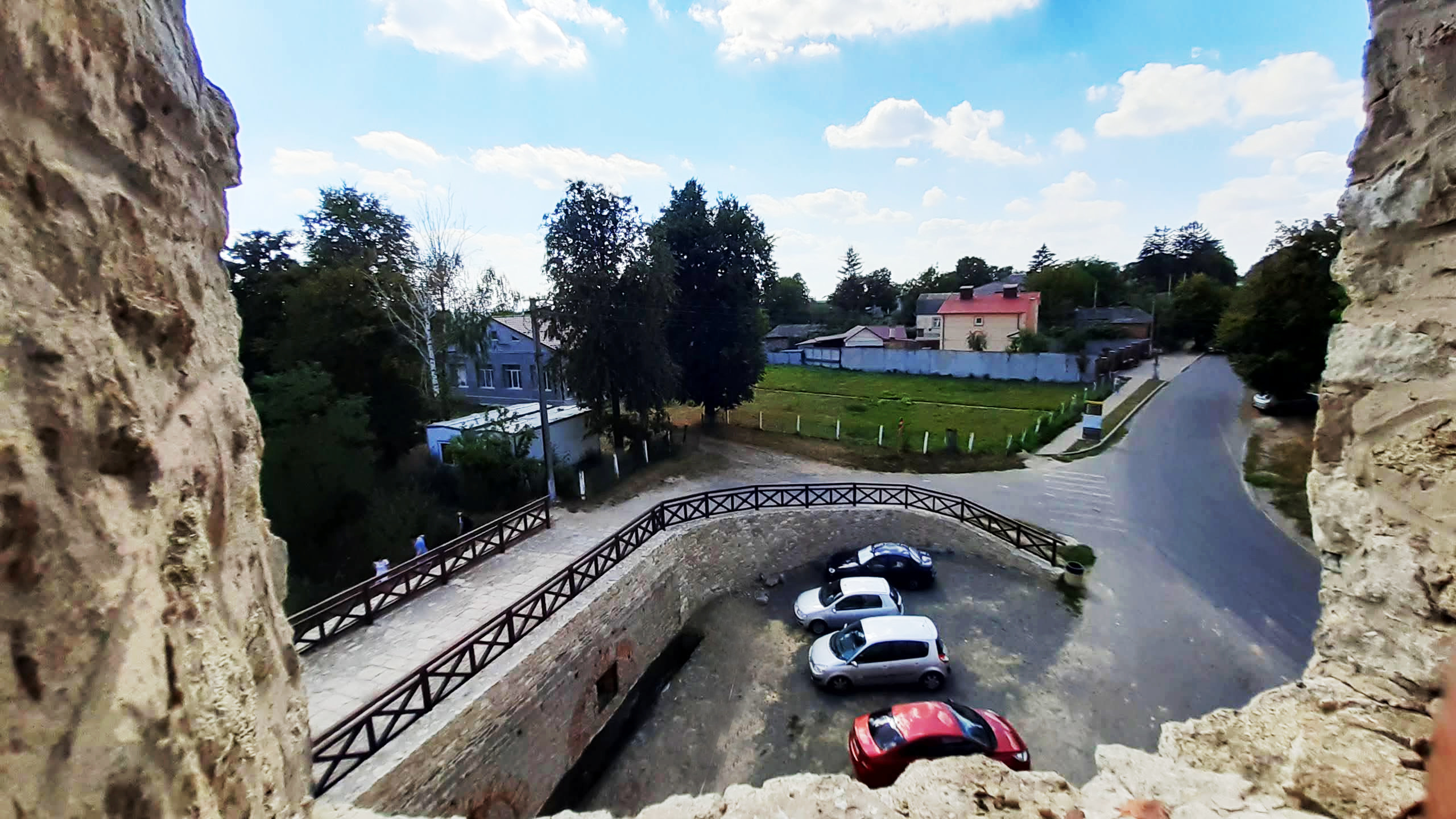
Замковий міст (серпень 2020 року)

З 2015 року проводяться реставраційні роботи, які фінансуються з бюджету Хмельницької області.
18 травня 2021 року Міністерством культури та інформаційної політики оголошено рейтинг проектів, що взяли участь у відборі в рамках проекту «Велика Реставрація» у межах президентської програми «Велике будівництво». Поданий до участі у програмі проект «Реставрація та пристосування пам'ятки архітектури національного значення „Замок, XVI ст.,“ (ох. № 764) по вул. Замкова, 1 у смт. Меджибіж Хмельницького району Хмельницької області» отримав 16-те місце серед 109 об'єктів культурної спадщини України, які допущено до подальшої участі у програмі. Проте, всупереч високій позиції у рейтингу, Меджибізький замок не був включений Мінкультом у перелік об'єктів, які будуть реалізовані у 2021 році [Архівовано 20 травня 2021 у Wayback Machine.].

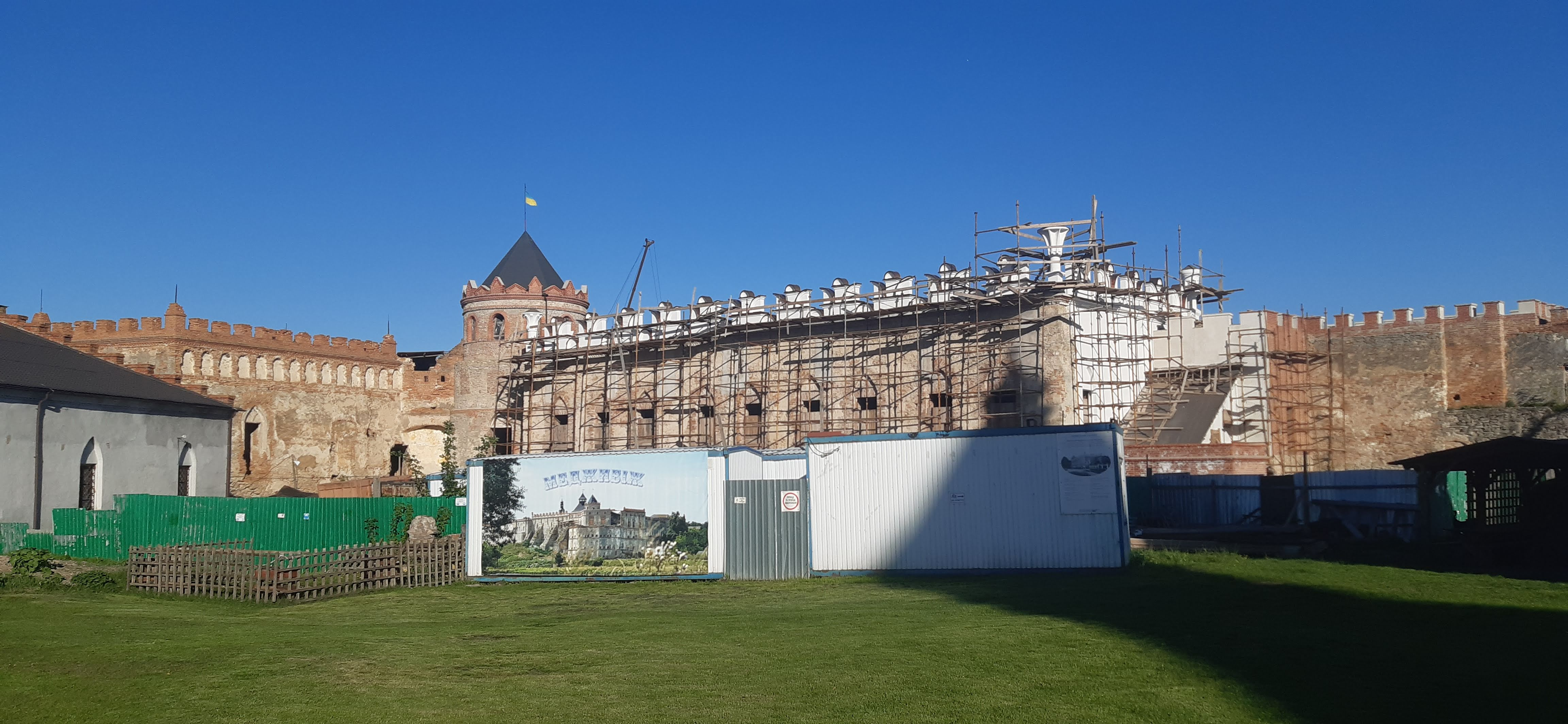
Палац Меджибізького замку (травень 2022 року)

З 2020 року Меджибізький замок є асоційованим членом Європейського культурного маршруту пам'ятками фортифікації FORTE CULTURA e.V. [Архівовано 29 грудня 2020 у Wayback Machine.] У квітні 2022 року на щорічній міжнародній конференції у місті Терезін Меджибізькому замку надано офіційний статус повного члена Європейського культурного маршруту FORTE CULTURA.

## Військова історія
У XV—XVI століттях замок постійно переживав напади татар. 1453 року, коли татари напали на Поділля, військо, в якому був і меджибізький староста Мацелен, наздогнало їх аж під Теребовлею.
Під час польсько-турецьких війн замок займали козаки, поляки, османи. Причому, в одних руках він утримувався не більше одного року: в 1648 — у руках козацьких повстанських полків Максима Кривоноса і Данила Нечая, в 1649 — у поляків, в 1650 замок здобуває Богдан Хмельницький і знову займає його вже в 1653 році.
В 1657 козаки втягнули у війну угорського князя Ракоці; він теж зі своїми загонами стояв деякий час під Меджибожем. У 1702 році замок знову облягали козаки та повстанці.

## У філателії і нумізматиці
|                                                     |  |  |
| Пам'ятна монета НБУ, присвячена Меджибізькому замку |  |  |

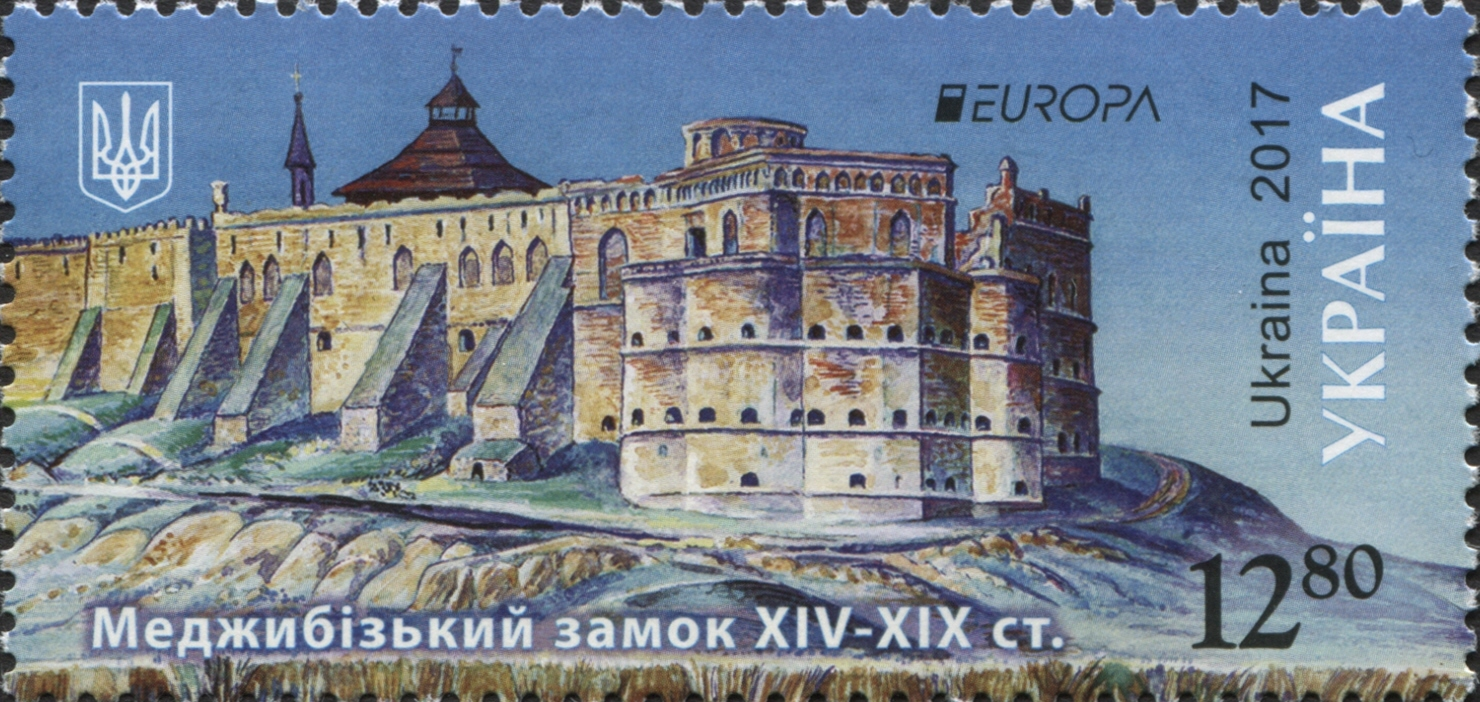
Марка Укрпошти «Меджибізький замок» (2017)

- У 2017 році національним поштовим оператором «Укрпошта» випущено поштову марку «Меджибізький замок» номіналом 12,80 грн. Марка, яку було випущено за програмою Europa [Архівовано 3 липня 2019 у Wayback Machine.], представляла Україну у щорічному рейтингу поштових марок, який проводить об'єднання державних поштових операторів Європи PostEurop.
- 27 листопада 2018 року Національним банком України випущено в обіг пам'ятні монети «Меджибізька фортеця» номіналами 5 грн. (з нейзильберу) та 10 грн. (із срібла).
- У 2021 році національним поштовим оператором «Укрпошта» випущено маркований конверт до 875-ліття першої писемної згадки про місто Меджибіж, на якому зображено Меджибізький замок.